# Drosha
Drosha è un enzima della famiglia delle RNAsi di tipo III di classe 2, necessario al processamento dei microRNA (miRNA), o corti RNA, molecole naturalmente prodotte dalle cellule e responsabili della regolazione di un'ampia varietà di geni grazie all'interazione con l'RNA-induced silencing complex (RISC) inducente il clivaggio di paia di basi di RNA messaggero (mRNA). Una molecola di microRNA è sintetizzata come un lungo trascritto primario di RNA conosciuto come pri-miRNA, che viene in seguito clivato da Drosha per produrre una caratteristica struttura ripetitiva di 70 paia di basi, detta pre-miRNA. Drosha fa parte di un complesso proteico denominato Microprocessor complex (complesso di microprocessazione), che contiene proteine di attacco all'RNA a doppio filamento dette Pasha (chiamate anche DGCR8)., essenziali perché Drosha possa attaccarsi ai frammenti di RNA a doppio filamento del pri-miRNA che sono richiesti per la corretta processazione, in quanto queste sono sensori della flessibilità dell'RNA e riescono a riconoscere il giusto punto di attacco del complesso. Il taglio di Drosha avviene ad 11 nucleotidi di distanza dal punto di contatto Drosha-Pasha.
Entrambi gli enzimi, Drosha e Pasha sono localizzati nel nucleo cellulare, dove avviene il processamento dei pri-miRNA in pre-miRNA. Queste ultime saranno in seguito ulteriormente processate da RNAsi Dicer in miRNA maturi nel citoplasma cellulare. 
Drosha, o Droshah, è la parola ebrea e Yiddish per sermone nel Giudaismo.